# East Pacific Center
L'East Pacific Center est un complexe de quatre gratte-ciel de Shenzhen, achevé en 2013. La plus haute tour, l'East Pacific Center Tower A culmine à 306 mètres pour 85 étages et ne comporte que des résidences. La tour B s'élève à 261 mètres pour 72 étages. La tour C mesure 206 mètres pour 40 étages. La tour D mesure 155 mètres pour 29 étages. 